# Linda Dubbeldeman
Linda Dubbeldeman (Leiden, 21 april 1964) is een Nederlands actrice en fotomodel.

## Loopbaan
Dubbeldeman was vanaf haar 18e een fotomodel. In oktober 1985 poseerde ze naakt voor het mannenblad Playboy. Een jaar later werd ze gevraagd voor het televisieprogramma Verona van Henk Spaan en Harry Vermeegen. In de rubriek Noordzee TV vertolkte ze de rol van de bevallige Brenda Steunbeer, de presentatrice van de fictieve zender en assistente van omroepbaas Arie Boksbeugel (gespeeld door Ferry de Groot). De Groot en Dubbeldeman maakten vervolgens gebruik van hun dankzij Verona verkregen bekendheid door als Arie en Brenda in Nederland rond te toeren. In 1987 kwamen ze met de single "Doortrekken", een parodie op het hitje "Star Trekkin'" van The Firm. Dubbeldeman was ook twee keer naakt te zien in Penthouse, in december 1987 en december 1988.
Ze kwam in contact met muzikant Toni Peroni en startte met hem opnamestudio Starsound Studio in Utrecht. Peroni en Dubbeldeman kregen een relatie en werden in oktober 1989 ouders van een zoon, Tony Junior. Na 23 jaar kwam echter een einde aan het huwelijk.
In 2010 was zij het onderwerp van het programma Het mooiste meisje van de klas van Jaap Jongbloed uitgezonden door de TROS.